# Scafati
Scafati är en ort och kommun i provinsen Salerno i regionen Kampanien i Italien. Kommunen hade 50 686 invånare (2017).